# Barrio del Astillero
El Barrio del Astillero es un barrio de la ciudad de Guayaquil, Ecuador, ubicado en la parroquia Ximena. Sus límites van desde la avenida Olmedo hasta la calle El Oro, y desde el río Guayas hasta la calle 6 de Marzo.

## Historia
En tiempos de antaño fue sede del «Astillero Real» del Pacífico Sur y uno de los puertos más importantes del Ecuador. Fue una de las zonas más industrializadas, hasta el punto que la Calle Ancha del Astillero pasó a llamarse Calle de la Industria, esto antes de pasar a su actual denominación, Eloy Alfaro.
El barrio le da nombre a un partido del fútbol de Ecuador denominado «el Clásico del Astillero», que recuerda el origen de dos equipos rivales reconocidos de la ciudad: Barcelona y Emelec.